# Patentierungsgebot
Das Patentierungsgebot ist ein Prinzip nationaler und supranationaler Patentgesetze mit folgendem Regelungsgehalt: Für eine Erfindung, die Gegenstand einer Patentanmeldung ist, ist ein Patent zu erteilen, wenn alle gesetzlichen Voraussetzungen dafür erfüllt sind. Die mit der Prüfung einer Patentanmeldung befassten Amtspersonen haben folglich keinen Ermessenspielraum was die Kriterien der Prüfung der Erfindung auf Patentfähigkeit angeht.

## Gesetzliche Grundlagen
Das Patentierungsgebot wird in den einschlägigen Gesetzen in der Regel nicht explizit als solches bezeichnet. Der Gebotscharakter ergibt sich vielmehr aus einer entsprechenden sprachlichen Formulierung.
Beispielhaft werden hier die im Kern gleichlautenden Formulierungen des Deutschen Patentgesetzes (PatG) und des Europäischen Patentübereinkommens (EPÜ) angeführt.
- § 1 Abs. 1 PatG: Patente werden für Erfindungen auf allen Gebieten der Technik erteilt, sofern sie neu sind, auf einer erfinderischen Tätigkeit beruhen und gewerblich anwendbar sind.
- Art. 52 Abs. 1 EPÜ:[1] Europäische Patente werden für Erfindungen auf allen Gebieten der Technik erteilt, sofern sie neu sind, auf einer erfinderischen Tätigkeit beruhen und gewerblich anwendbar sind.

Der Gebotscharakter wird hier allein durch die Satzkonstruktion mittels „werden“ … „erteilt“ zum Ausdruck gebracht.